# Waqt: The Race Against Time
Pour plus de détails, voir Fiche technique et Distribution.
Waqt: The Race Against Time (वक्त, Waqt) est un film indien réalisé par Vipul Amrutlal Shah, sorti en 2005.

## Synopsis
Ishwarchand Thakur et Sumitra Thakur sont mariés et dirigent une usine de jouet. Ils sont préoccupés par leur fils, Aditya Thakur, qui ne veut pas prendre de responsabilités. Celui-ci s'enfuit avec sa petite amie, Pooja, qui est enceinte.

## Fiche technique
- Titre : Waqt: The Race Against Time
- Titre original : वक्त (Waqt)
- Réalisation : Vipul Amrutlal Shah
- Scénario : Aatish Kapadia
- Musique : Anu Malik et Uttank Vora
- Photographie : Santhosh Thundiyil
- Montage : Shirish Kunder
- Production : Vipul Amrutlal Shah et Manmohan Shetty
- Société de production : Blockbuster Movie Entertainers
- Pays :  Inde
- Genre : Comédie dramatique, film musical et romance
- Durée : 153 minutes
- Dates de sortie : 
  -  Inde : 20 avril 2005

## Distribution
- Amitabh Bachchan : Ishwarchand Thakur
- Akshay Kumar : Aditya Thakur
- Priyanka Chopra : Pooja « Mitali »
- Shefali Shah : Sumitra Thakur
- Boman Irani : Natu
- Rajpal Naurang Yadav : Laxman

## Distinctions
Le film a été nommé pour deux Filmfare Awards.